# Каплиця-усипальниця Святополк-Мірських
Каплиця-усипальниця Святополк-Мірських (іноді Спаська каплиця) — пам'ятник архітектури в містечку Мір в Гродненській області Білорусі, в Корелицькому районі. Розташована недалеко від Мірського замку в англійському парку, закладеному наприкінці XIX — початку XX століття.
Каплиця-усипальниця була побудована за проектом архітектора Роберта Марфельда в 1904—1910 роках на кошти Клеопатри Святополк-Мірської і освячена на честь святого Миколи Чудотворця. У наступні роки в склепі були поховані шість членів роду Святополк-Мірських. У період Польської республіки завдяки старанням князя Михайла Святополк-Мірського навколо будівлі були висаджені рідкісні хвойні дерева і троянди. З приходом радянської влади церковне майно було розграбовано, частину вдалося перевести в сусідній храм. У повоєнний час в каплиці розмістили зерносховище спиртзаводу. Потім вона довгий час перебувала в запустінні. У 2004 році були розпочаті реставраційні роботи, які були завершені 1 грудня 2008 року, коли двері каплиці були відкриті для відвідувачів. У 2014 році були проведені перші служби: панахида та Божественна літургія.
Більшість дослідників відносить каплицю-усипальницю до стилю модерн. З архітектурної точки зору, динамічно-асиметрична композиція будівлі виявилася для свого часу новаторською. Його складовими частинами є притвор, зал каплиці, апсида і домінанта каплиці — висока вежа-дзвіниця. Усипальниця як пластично, так і колористично насичена. Самостійними елементами є герб-картуш Святополк-Мірських і величезне мозаїчне панно із зображенням Христа Вседержителя. Останнє панує в образі каплиці. Усередині будівля складається з двох рівнів — крипти і власне залу для проведення служб. Сама каплиця є вже і малою архітектурною формою Мірського парку.
Каплиця-усипальниця Святополк-Мірських входить в Мірський замково-парковий комплекс, який в 2000 році включений до Списку об'єктів Світової спадщини ЮНЕСКО в Білорусі. Мальовниче мозаїчне панно окремо включено до Державного списку історико-культурних цінностей Республіки Білорусь.